# 11e division d'infanterie (Pologne)
Pour les articles homonymes, voir 11e division d’infanterie.

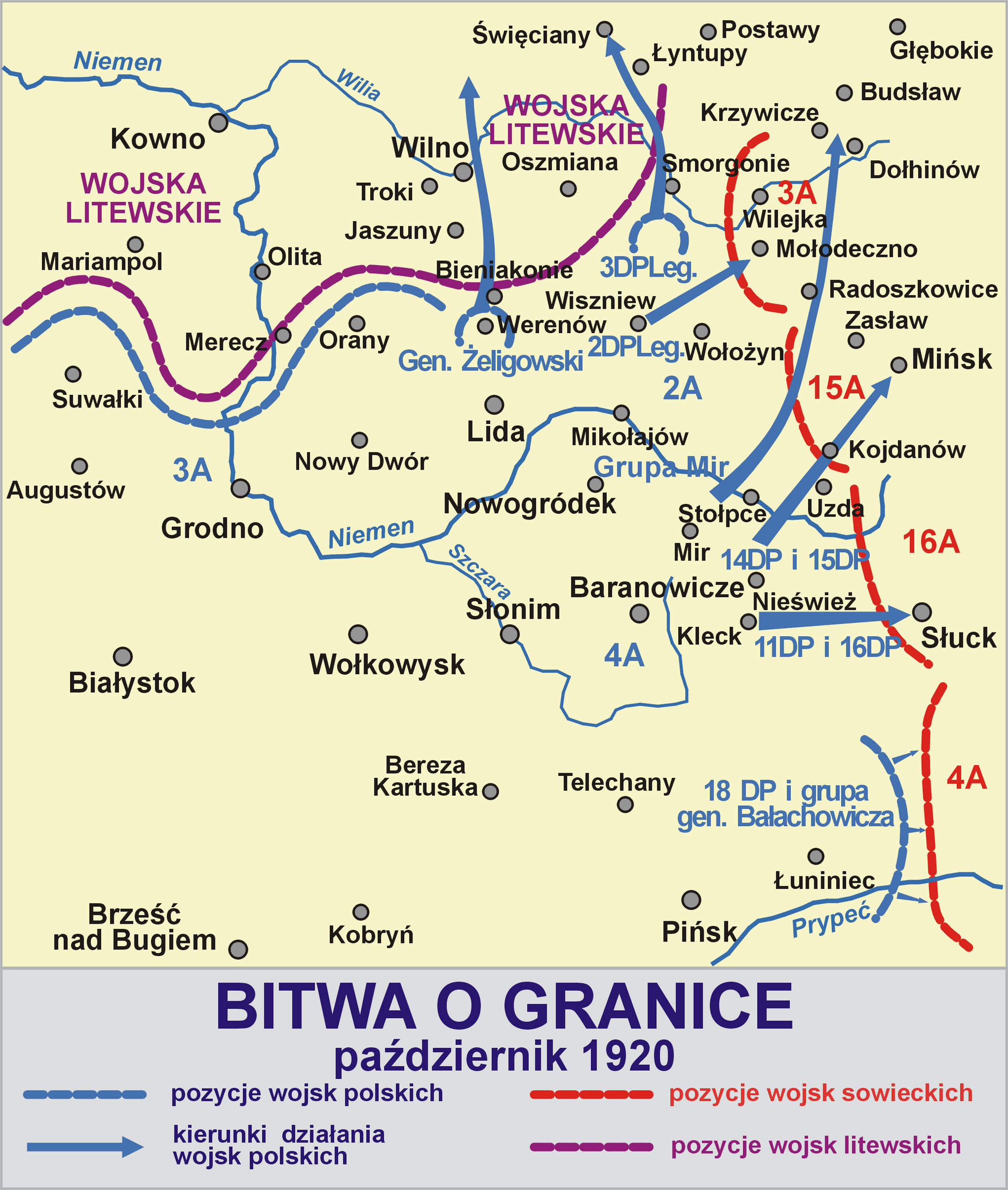

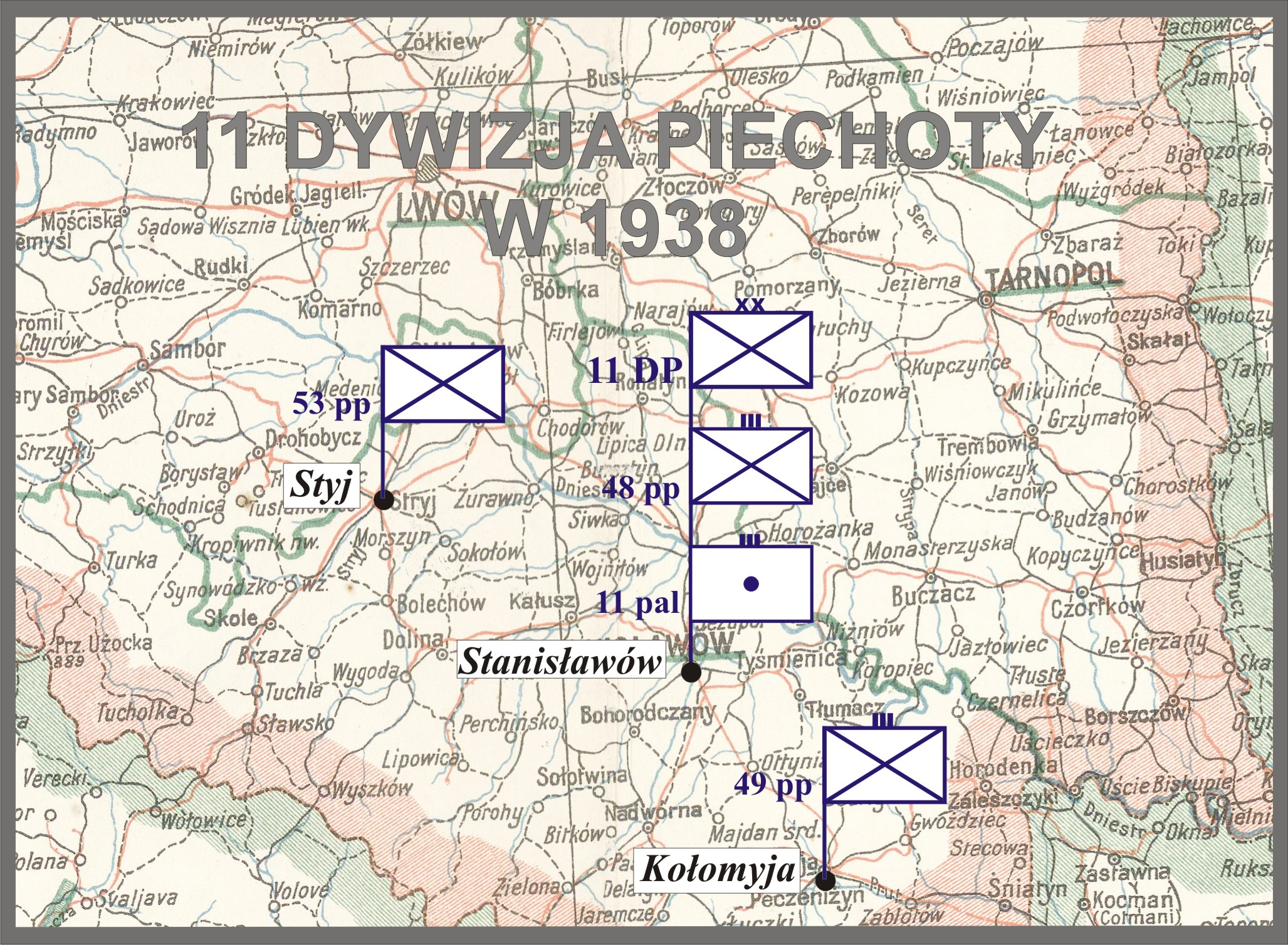
11 DP w 1938

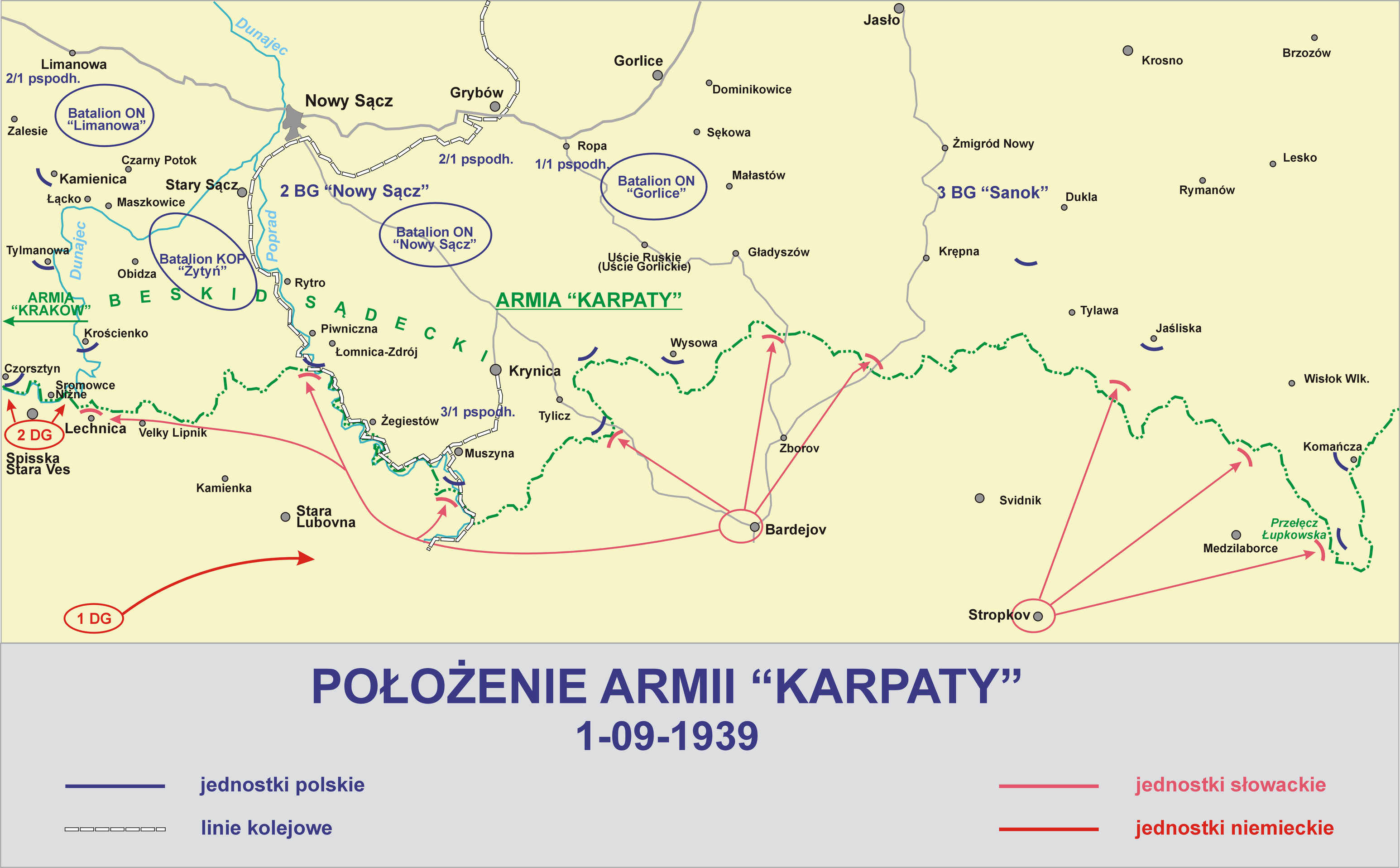
Dywizja walczyła w składzie armii od 5 września 1939

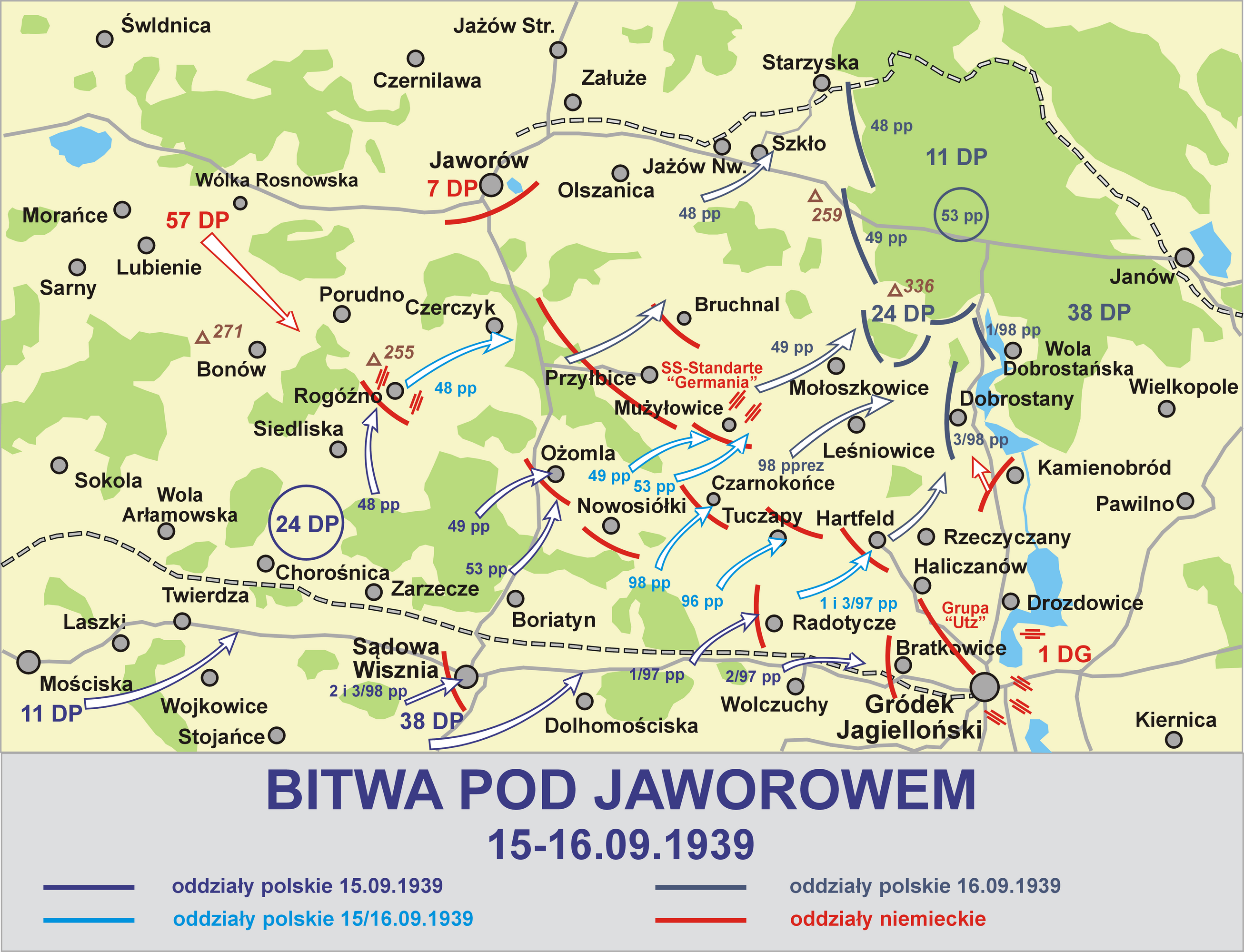

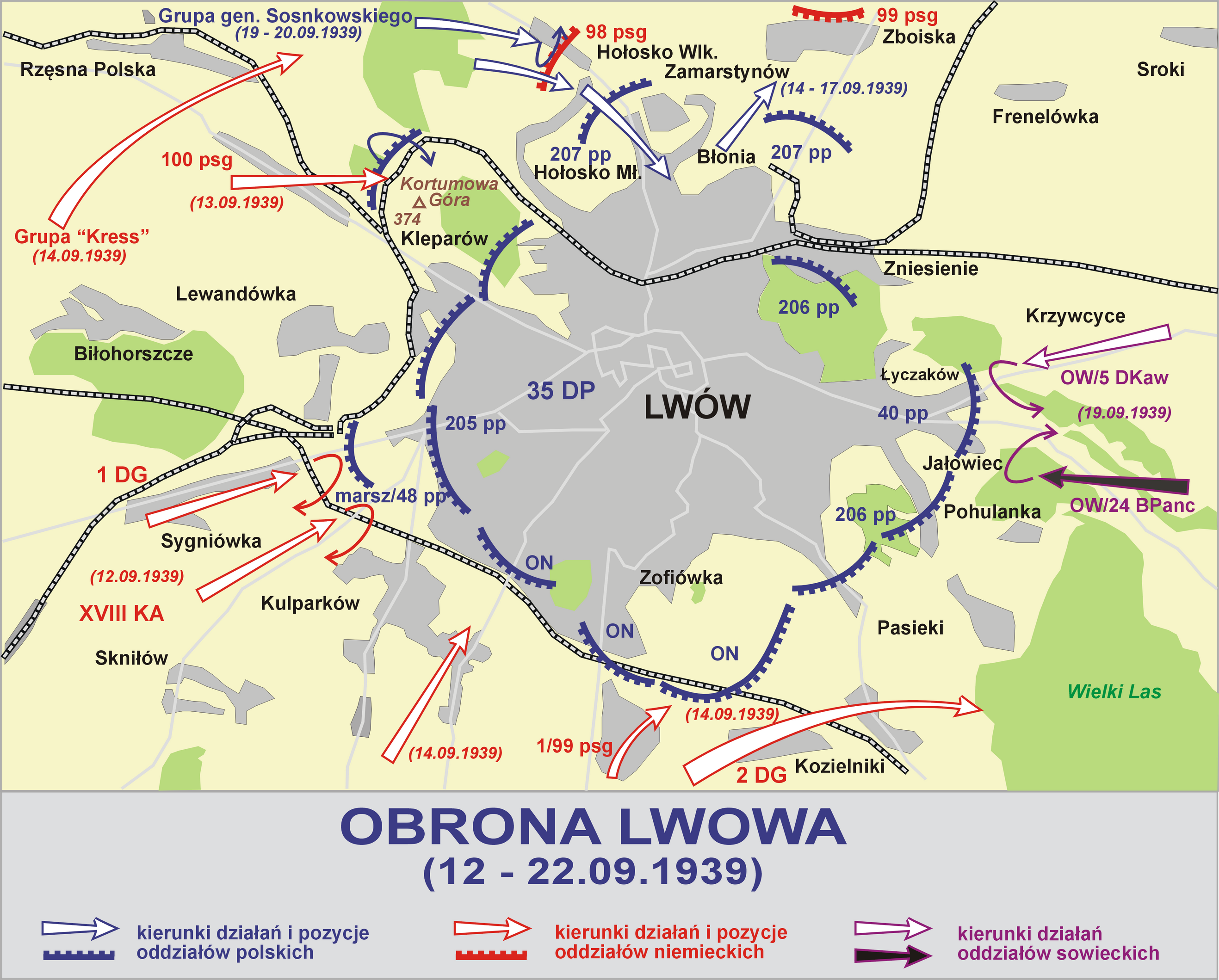

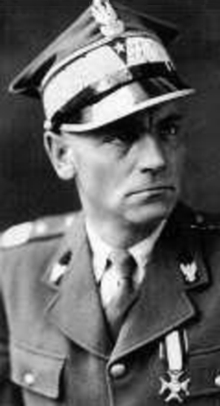
Bronisław Prugar-Ketling

La  11e division d’infanterie est une division d’infanterie de l'armée polonaise durant la Seconde Guerre mondiale.

## Organisation

### Commandants successifs
| Date                          | Grade              | Commandant               |
| ----------------------------- | ------------------ | ------------------------ |
| septembre 1919                | Général de Brigade | Gustaw Ostapowicz        |
| 1919                          | Général de Brigade | Stanisław Świacki        |
| 1920 - 27 août 1920           | Général de Brigade | Jakub Gąsiecki           |
| 28 juin 1920 -                | Colonel            | Bolesław Jaźwiński       |
| 1920 - 3 février 1925         | Général de Brigade | Albin Jasiński           |
| 3 février 1925 - 7 mars 1927  | Général de Brigade | Aleksander Kowalewski    |
| 7 mars 1927 – 7 juillet 1939  | Général de Brigade | Kazimierz Orlik-Łukoski  |
| 7 juillet 1939 – 18 septembre | pułkownik          | Bronisław Prugar-Ketling |

## Théâtres d'opérations
- septembre  1919 - mars 1921: Guerre soviéto-polonaise
- 1er septembre au 6 octobre 1939 : Campagne de Pologne